# Camping Card
Camping Cards werden von verschiedenen Organisationen herausgegeben. Sie dienen der Identifikation des Campers dem Campingplatzbetreiber gegenüber. Häufig sind auch ein Versicherungsschutz sowie Rabatte auf teilnehmenden Plätzen selbst oder auch für andere Einrichtungen (z. B. Fähren) eingeschlossen. Camping Cards mit ID-Funktion enthalten die dafür unverzichtbaren Daten wie Name, Anschrift, Geburtsdatum und Referenz zum amtlichen Identitätsdokument (Nummer). Manche Plätze verlangen trotzdem die Vorlage eines amtlichen Identifikationsdokuments; in manchen Ländern – z. B. Italien – ist dies gesetzlich vorgeschrieben. Auch gibt es immer noch Campingplätze, welche auf die Einbehaltung amtlicher Identitätsdokumente als Zahlungspfand bestehen. Ggf. verzichten sie bei Vorlage einer Camping Card darauf. Manche Plätze nehmen nur Camper auf, welche im Besitz einer Camping Card sind und/oder eine Haftpflichtversicherung nachweisen können. Die Camping Cards sind Familienausweise. Nicht immer gewähren die Campingplätze tatsächlich uneingeschränkt die Vergünstigungen, zu denen sie sich gegenüber den Herausgebern der Karten verpflichtet haben. Vielfach wird die Karte während des Aufenthaltes einbehalten.
Viele Jahre hatte die Camping Card International (CCI) in Europa nahezu ein Monopol, lediglich in den skandinavischen Ländern wurde die Camping Card Scandinavia (CCS) gleichberechtigt, bzw. bevorzugt verlangt.
Seit 2012 sind weitere Karten wie „ACSI Club ID“ (ACSI) und „Camping Key Europe“ (CKE) auf dem Markt.
- Camping Card International (CCI): International anerkannte Identitätskarte für Camping-Touristen. Sie wird von den drei internationalen Dachverbänden der Camping-, Auto- und Touristik-Clubs, nämlich der FICC (Fédération Internationale de Camping, Caravanning et Autocaravaning), AIT (Alliance Internationale de Tourisme) und FIA (Fédération Internationale de l’Automobile) herausgegeben. Die CCI ist in Deutschland zum Beispiel erhältlich beim ACE (Auto Club Europa), AvD (Automobilclub von Deutschland), ARCD (Auto- und Reiseclub Deutschland), VCD (Verkehrsclub Deutschland) oder DCC (Deutscher Camping Club). Auch die Registrierung direkt bei der Fédération Française de Camping et Caravaning ist möglich. Von den Anbietern angegebene Vorteile der CCI: Inkludierte Haftpflicht-Versicherung, welcher Schadensfälle reguliert, die anderen beim Camping zugefügt werden (Personen- und Sachschäden). Sicherheit für den Platzbetreiber, die Gebühren zumindest für 7 Tage zu erhalten. Einige europäische Campingplätze gewähren – vorwiegend in der Hauptsaison – bei Vorlage der CCI Rabatte auf die Personengebühren.

- Camping Key Europe (CKE): Identitätskarte für Camping-Touristen. In Schweden war sie bis 2018 für die dem SRC angeschlossenen Plätze obligatorisch (frühere Scandinavia Card inkludiert). Von den Anbietern angegebene Vorteile: Inkludierte Haftpflicht-Versicherung (nachrangig), welche Schadensfälle reguliert, die anderen beim Camping zugefügt werden (Personen- und Sachschäden) sowie Camping bezogener Unfallschutz. Rabatte auf teilnehmenden Campingplätzen. Der ADAC vertreibt die vom ANWB herausgegebene CKE-Karte. Zur Inanspruchnahme von Rabatten der am ADAC-Campcard-Programm teilnehmenden Campingplätze ist eine weitere Karte erforderlich.

- ACSI Club ID – Karte: Identitätskarte des Campingführer-Anbieters ACSI für Camping-Touristen. Vom Anbieter angegebener Vorteile: Inkludierte Haftpflicht-Versicherung, welche Schadensfälle reguliert, die anderen beim Camping zugefügt werden (Personen- und Sachschäden). Zur Inanspruchnahme von Rabatten der am ACSI-CC-Programm teilnehmenden Campingplätze ist eine weitere Karte erforderlich.

Neben Camping Cards mit der Funktion „Camper-Ausweis“ werden unter diesem Namen auch Rabattkarten verschiedener Herausgeber angeboten, bei deren Vorlage teilnehmende Camping- und Wohnmobilstellplätze Vergünstigungen verschiedener Art (Rabatte oder Sonderpreise zu bestimmten Zeiten (i. d. R. in der auslastungsschwächeren Nebensaison), kostenlose Benutzung von Sondereinrichtungen usw.) gewähren.
Zu den bekanntesten Rabattsystemen zählt die vom niederländischen ACSI herausgegebene „CampingCard ACSI“, die „ADAC Campcard“ des deutschen ADAC mit jeweils etwa 3.000 teilnehmenden Plätzen sowie die Karte „Best Deal“ des niederländischen Verlages „Campingnavigator“ mit über 500 teilnehmenden Plätzen. Die Akzeptanz auf Campingplätzen ist länderspezifisch unterschiedlich.
Neben den international agierenden Rabattkartensystemen werden auch von regionalen Verbänden und Wirtschaftsteilnehmern weitere Rabattkartensysteme mit geringerer Akzeptanz, oft räumlich begrenzt, offeriert.
Ebenfalls analog zu einem Rabattkartensystem funktionieren Prepaid-Systeme wie das mehrheitlich in Frankreich verwendete System des France Passion, oder das in Deutschland analog eingerichtete System Landvergnügen.
Hierbei wird ein jährlich erscheinender Platzführer gekauft, dem eine am Fahrzeug aufzuklebende Jahresmarke bzw. Vignette beiliegt. Diese Vignette berechtigt zu einer einmaligen kostenlosen Übernachtung bei den angeschlossenen Partnern (im Platzführer genannt). In der Regel handelt es sich um Bauernhöfe, Landwirtschafts- und Forstbetriebe, gelegentlich auch Gastronomiebetriebe, welche sich durch ihre Übernachtungsgäste eine Umsatzsteigerung erhoffen.